# The Who Tour 1973
The Who Tour 1973 fue una gira de conciertos por parte de la banda británica The Who.

## Miembros de la banda
- Roger Daltrey – voz, armónica
- Pete Townshend – guitarra, voz
- John Entwistle – bajo, trompeta, voz
- Keith Moon – batería, percusión, voz

with
- Scot Halpin – drums (for the encore of 20 November Cow Palace show only)

## Lista de canciones interpretadas
1. "Pinball Wizard"
2. "Baba O'Riley"
3. "Summertime Blues" (Eddie Cochran, Jerry Capehart)
4. "Won't Get Fooled Again"
5. "My Generation"
6. "See Me, Feel Me"
7. "Magic Bus"
8. "Naked Eye"

1. "I Can't Explain"
2. "Summertime Blues" (Eddie Cochran, Jerry Capehart)
3. "My Generation"
4. "I Am the Sea"
5. "The Real Me"
6. "The Punk and the Godfather"
7. "I'm One"
8. "The Dirty Jobs" (played on 28 October only)
9. "Helpless Dancer"
10. "Is It in My Head?" (played on 28 October only)
11. "I've Had Enough" (played on 28 October only)
12. "5.15"
13. "Sea and Sand"
14. "Drowned"
15. "Bell Boy"
16. "Doctor Jimmy"
17. "The Rock"
18. "Love, Reign o'er Me"
19. "My Generation" (not on 2 November)
20. "Pinball Wizard" (not on 12 and 13 November)
21. "See Me, Feel Me"
22. "Won't Get Fooled Again"

1. "I Can't Explain"
2. "Summertime Blues" (Eddie Cochran, Jerry Capehart)
3. "My Wife" (John Entwistle) (played every night starting 22 November)
4. "My Generation"
5. "I Am the Sea"
6. "The Real Me"
7. "The Punk and the Godfather"
8. "I'm One"
9. "Helpless Dancer" (dropped after 2 December)
10. "5.15"
11. "Sea and Sand"
12. "Drowned"
13. "Bell Boy"
14. "Doctor Jimmy"
15. "Love, Reign o'er Me"
16. "Won't Get Fooled Again"
17. "My Generation" (on 22 and 28 November only)
18. "Pinball Wizard" (not on 20 November)
19. "See Me, Feel Me"

1. "I Can't Explain"
2. "Summertime Blues" (Eddie Cochran, Jerry Capehart)
3. "My Wife" (John Entwistle)
4. "My Generation"
5. "I Am the Sea"
6. "The Real Me"
7. "The Punk and the Godfather"
8. "I'm One"
9. "5.15"
10. "Sea and Sand"
11. "Drowned"
12. "Bell Boy"
13. "Doctor Jimmy"
14. "Love, Reign o'er Me"
15. "Won't Get Fooled Again"
16. "Pinball Wizard"
17. "See Me, Feel Me"

## Fechas de la gira
| Fecha                   | Ciudad                     | País              | Lugar                      |
| Grand Gala du Pop       | Grand Gala du Pop          | Grand Gala du Pop | Grand Gala du Pop          |
| ----------------------- | -------------------------- | ----------------- | -------------------------- |
| 10 de marzo de 1973     | Voorburg                   | Netherlands       | Sporthal de Vliegermolen   |
| Reino Unido             |                            |                   |                            |
| 28 de octubre de 1973   | Stoke-on-Trent             | England           | Trentham Gardens           |
| 29 de octubre de 1973   | Wolverhampton              | England           | Wolverhampton Civic Hall   |
| 1 de noviembre de 1973  | Manchester                 | England           | Kings Hall                 |
| 2 de noviembre de 1973  | Manchester                 | England           | Kings Hall                 |
| 5 de noviembre de 1973  | Newcastle upon Tyne        | England           | Odeon                      |
| 6 de noviembre de 1973  | Newcastle upon Tyne        | England           | Odeon                      |
| 7 de noviembre de 1973  | Newcastle upon Tyne        | England           | Odeon                      |
| 11 de noviembre de 1973 | London                     | England           | Lyceum                     |
| 12 de noviembre de 1973 | London                     | England           | Lyceum                     |
| 13 de noviembre de 1973 | London                     | England           | Lyceum                     |
| Norteamérica            |                            |                   |                            |
| 20 de noviembre de 1973 | Daly City, California      | United States     | Cow Palace                 |
| 22 de noviembre de 1973 | Inglewood, California      | United States     | The Forum                  |
| 23 de noviembre de 1973 | Inglewood, California      | United States     | The Forum                  |
| 25 de noviembre de 1973 | Dallas, Texas              | United States     | Dallas Memorial Auditorium |
| 27 de noviembre de 1973 | Atlanta, Georgia           | United States     | The Omni                   |
| 28 de noviembre de 1973 | San Luis, Misuri           | United States     | St. Louis Arena            |
| 29 de noviembre de 1973 | Chicago, Illinois          | United States     | International Amphitheatre |
| 30 de noviembre de 1973 | Detroit, Míchigan          | United States     | Cobo Hall                  |
| 2 de diciembre de 1973  | Montreal, Quebec           | Canadá            | Montreal Forum             |
| 3 de diciembre de 1973  | Boston, Massachusetts      | United States     | Boston Garden              |
| 4 de diciembre de 1973  | Philadelphia, Pennsylvania | United States     | Spectrum                   |
| 6 de diciembre de 1973  | Landover, Maryland         | United States     | Capital Centre             |
| Reino Unido             |                            |                   |                            |
| 18 de diciembre de 1973 | London                     | England           | Sundown Theatre            |
| 19 de diciembre de 1973 | London                     | England           | Sundown Theatre            |
| 22 de diciembre de 1973 | London                     | England           | Sundown Theatre            |
| 23 de diciembre de 1973 | London                     | England           | Sundown Theatre            |